# Feliks Karśnicki
Feliks Fundament-Karśnicki h. Jastrzębiec (ur. 13 stycznia 1894 w Majkowie, zm. 9 marca 1961 we Wrocławiu) – ziemianin z ziemi kaliskiej, polityk II Rzeczypospolitej, poseł na Sejm IV i V kadencji, piłsudczyk, działacz społeczny.

## Życiorys
Urodził się majątku rodzinnym w Majkowie. Blisko spokrewniony i spowinowacony ze znaną wielkopolską rodziną Oppeln-Bronikowskich, był synem Piotra Kwiryna Fundament-Karśnickiego h. Jastrzębiec (ok. 1862–1918) i Kundegundy z Rychłowskich h. Nałęcz (1867–1937). Miał trzy starsze siostry: Jadwigę po mężu Ponikiewska (1892–1957), Marię po mężu Oppeln-Bronikowska (1895–1965) i Władysławę po mężu Psarska (ur. 1900).
Początkowo nauki pobierał w domu, a od 1904 w Męskim Gimnazjum Klasycznym w Kaliszu. Po wydaleniu za udział w strajku szkolnym, w 1906 został przyjęty do prywatnej Szkoły Handlowej, w której w 1912 zdał maturę. Przez dwa lata odbywał praktyki rolnicze w majątkach ziemskich w Poznańskiem. 9 stycznia 1918 przejął od ojca majątek Majków.
Po odzyskaniu przez Polskę niepodległości wstąpił w listopadzie 1918 do Wojska Polskiego (5. szwadronu 2. Pułku Ułanów Grochowskich) i brał udział w walkach z Czechami o Śląsk Cieszyński i Ukraińcami, potem w szeregach 203. Ochotniczego Pułku Ułanów walczył w czasie wojny polsko-bolszewickiej pod Ciechanowem, Smardzewem, Hrubieszowem, Równem, Zwiahlem i Żelechowem. 23 listopada 1920 został zdemobilizowany. W latach 1921–1926 był komendantem Ochotniczej Straży Pożarnej w Kaliszu. Od 1927 działał jako prezes Związku Oficerów Rezerwy w Kaliszu i później od 1928 jako przewodniczący lokalnego oddziału Federacji Polskich Związków Obrońców Ojczyzny oraz Związku Ziemian, a także Komendant Przysposobienia Wojskowego Konnego w tym mieście. 1 lipca 1927 za zasługi z wojny polsko-bolszewickiej został mianowany podporucznikiem rezerwy, stopień porucznika rezerwy otrzymał po roku 1934. Wraz z gen. Sławojem Składkowskim był z ramienia BBWR i później OZN posłem powiatów kaliskiego i tureckiego w Sejmie IV i V kadencji.
Generał Składkowski wspomina w swej książce, że "kolega Karśnicki" wstąpił w sierpniu 1939 ponownie do WP. Dostał się do niewoli, był jeńcem Oflagu II C Woldenberg.
Po wojnie zamieszkał we Wrocławiu, gdzie założył firmę samochodową zajmującą się wywożeniem gruzu. Po likwidacji firmy przeniósł się na wieś, pracując jako kierownik w PGR-ze w okolicach dolnośląskiej Ślęży.
Zmarł 9 marca 1961 we Wrocławiu i został pochowany w rodzinnym grobowcu na Cmentarzu Miejskim w Kaliszu (sektor 16-A-11).
Był mężem Jadwigi z Radońskich h. Jasieńczyk (1900–1944), z którą miał syna Andrzeja (1921–1987) i córkę Ewę (1925–1997).

## Ordery i odznaczenia
- Krzyż Oficerski Orderu Odrodzenia Polski (11 listopada 1937)[4]
- Krzyż Walecznych (dwukrotnie)
- Srebrny Krzyż Zasługi (10 lutego 1928)[5]
- Medal Pamiątkowy za Wojnę 1918–1921
- Medal Pamiątkowy za Obronę Śląska Cieszyńskiego (1919)

## Upamiętnienie
Feliks Karśnicki jest patronem jednej z ulic na Osiedlu Majków w Kaliszu.